# Plinia duplipilosa
Plinia duplipilosa är en myrtenväxtart som beskrevs av Mcvaugh. Plinia duplipilosa ingår i släktet Plinia och familjen myrtenväxter. Inga underarter finns listade i Catalogue of Life.